# Casuarina
Casuarina là một chi gồm 17 loài trong họ Phi lao bản địa của châu Đại dương, tiểu Ấn, Đông Nam Á. và các đảo phía tây của Thái Bình Dương. Nó từng được xem là chi duy nhất trong họ Phi lao, nhưng sau đó được tách ra thành 3 chi (xem Casuarinaceae).

## Các loài
Plants of the World Online công nhận 14 loài:
- Casuarina collina J.Poiss. ex Pancher & Sebert, 1874: New Caledonia.
- Casuarina cristata Miq., 1848: Đông bắc Úc (Queensland, New South Wales). Du nhập vào Puerto Rico.
- Casuarina cunninghamiana Miq., 1848 - Phi lao Cunningham: Bắc và Đông Úc (Lãnh thổ Bắc Úc đến New South Wales), New Guinea. Du nhập vào Algeria, Belize, Bermuda, Nam Phi (các tỉnh Cape, các tỉnh Bắc), Costa Rica, Cuba, Cộng hòa Dominica, Ecuador, Eritrea, Ethiopia, Hoa Kỳ (Florida), Haiti, Nhật Bản, quần đảo Leeward, Madeira, Mauritius, Morocco, Nansei-shoto, New Zealand (đảo Bắc), Puerto Rico, Réunion, Tây Ban Nha, Tunisia, Venezuela, quần đảo Windward.
- Casuarina equisetifolia L., 1759 - Phi lao: Miền bắc và đông Australia, Đông Nam Á, Ấn Độ, New Guinea. Du nhập vào Sri Lanka, Pakistan, miền đông châu Phi, Madagascar, Tây Ban Nha, Italia, tây bắc châu Phi, Caribe, Venezuela, đông nam Hoa Kỳ, Mexico.
- Casuarina glauca Sieber ex Spreng., 1826: Miền đông Australia. Du nhập vào Bahamas, quần đảo Canary, Cộng hòa Dominica, Florida, Haiti, Hawaii, Mauritius, Morocco, New Zealand (đảo Bắc), quần đảo Norfolk (Australia), Pakistan, Réunion, Venezuela.
- Casuarina grandis L.A.S.Johnson, 1982: New Guinea.
- Casuarina junghuhniana Miq., 1851 - Phi lao Junghuhn: Indonesia (quần đảo Sunda Nhỏ, Java). Du nhập vào Bangladesh, Pakistan.
- Casuarina obesa Miq., 1845: Tây Úc, New South Wales [1 vị trí, hiện tuyệt chủng], Victoria.
- Casuarina oligodon L.A.S.Johnson, 1982: New Guinea.
- Casuarina orophila L.A.S.Johnson, 1983: New Guinea.
- Casuarina pauper F.Muell. ex L.A.S.Johnson, 1989: Miền nam và miền đông Úc.[3][4][6][7]
- Casuarina potamophila Schltr., 1908: New Caledonia.
- Casuarina tenella Schltr., 1908: New Caledonia.
- Casuarina teres Schltr., 1908: New Caledonia.

## Thư viện ảnh

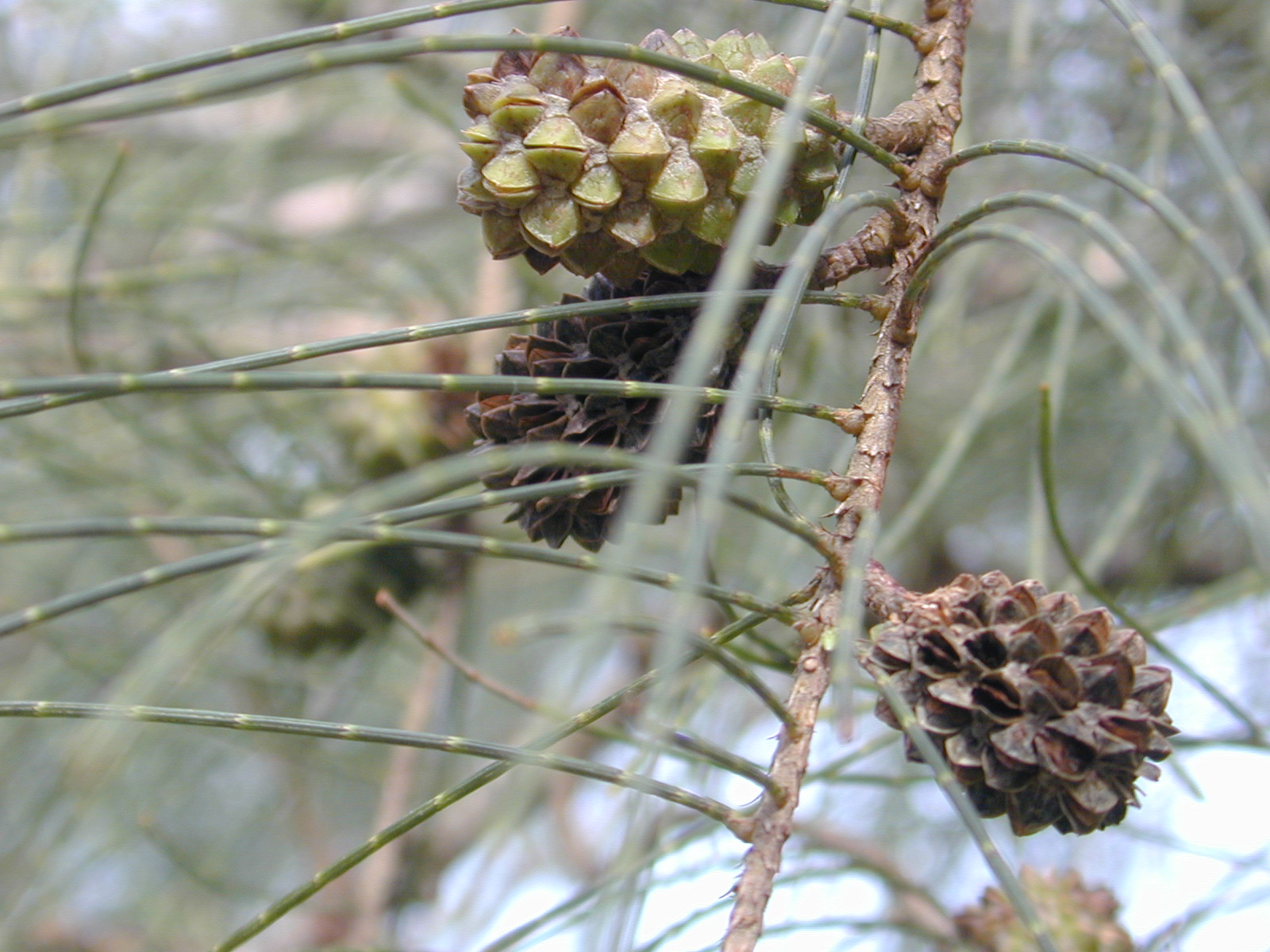
Quả C. equisetifolia.
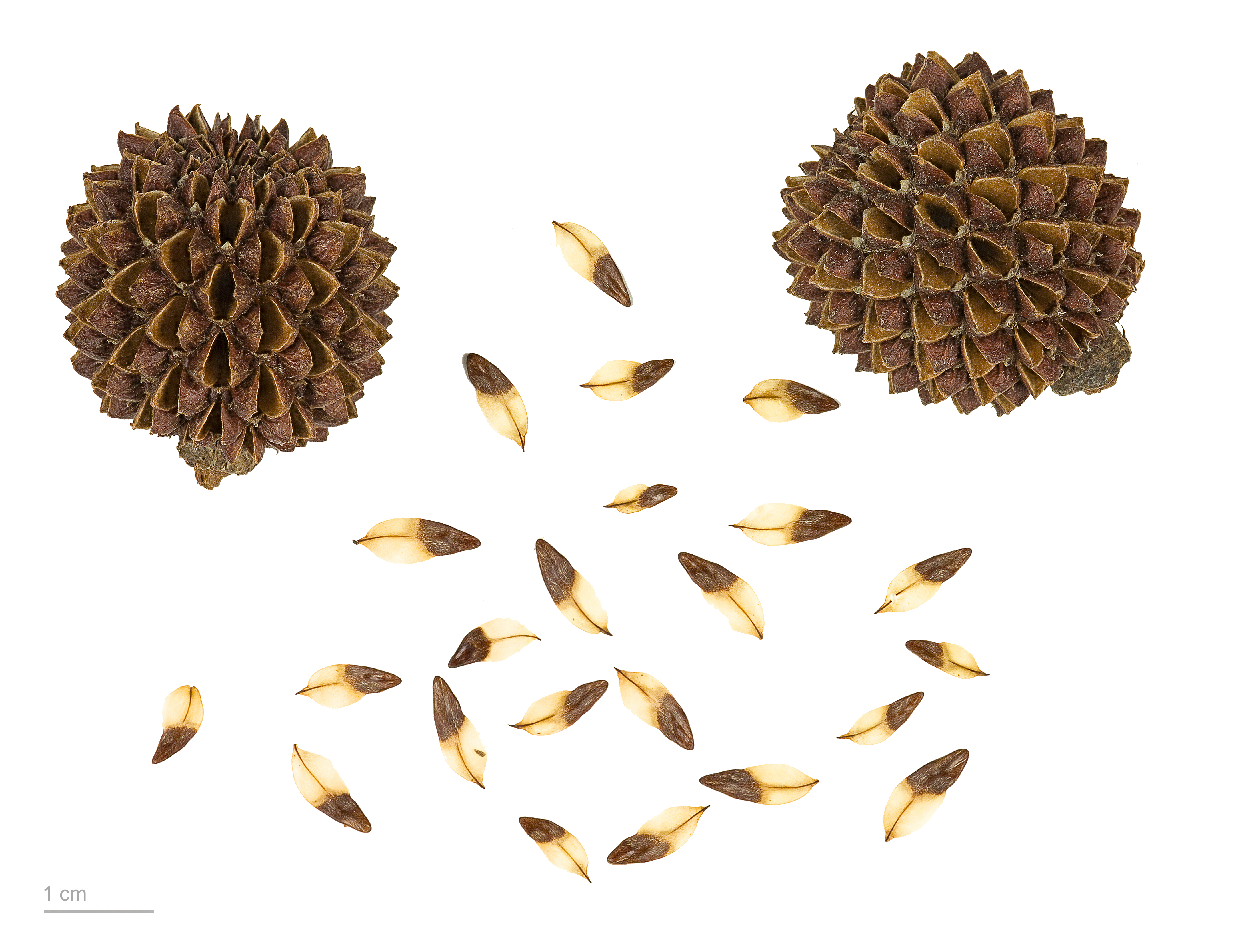
Casuarina sp.